# Resolutie 1330 Veiligheidsraad Verenigde Naties
Resolutie 1330 van de Veiligheidsraad van de Verenigde Naties werd op 5 december 2000 unaniem aangenomen door de VN-Veiligheidsraad.

## Achtergrond
Op 2 augustus 1990 viel Irak zijn zuiderbuur Koeweit binnen en bezette dat land. De Veiligheidsraad veroordeelde de inval onmiddellijk en later kregen de lidstaten carte blanche om Koeweit te bevrijden. Eind februari 1991 was die strijd beslecht en legde Irak zich neer bij alle aangenomen VN-resoluties. In 1995 werd met resolutie 986 het
olie-voor-voedselprogramma in het leven geroepen om met olie-inkomsten humanitaire hulp aan de Iraakse bevolking te betalen.

## Inhoud

### Waarnemingen
Volgens de Veiligheidsraad bleef het noodzakelijk de bevolking van Irak humanitaire steun te verlenen tot het land onder meer aan resolutie 687 voldeed. Pas dan kon de Raad de sancties van resolutie 661 opheffen. Verder moest die humanitaire steun gelijk verdeeld worden over de bevolking in het hele land.

### Handelingen
De provisies van resolutie 986, het olie-voor-voedselprogramma, werden verlengd met nogmaals een periode van 180 dagen, te beginnen op 6 december. De totaalsom waarvoor landen aardolie uit Irak mochten invoeren bleef in die periode gelijk aan het door de secretaris-generaal aanbevolen bedrag van US$5,2 miljard. 13% ervan moest opnieuw naar humanitaire goederen voor de bevolking gaan en US$600 miljoen mocht weer worden gebruikt voor onderdelen voor de olie-industrie om de productie op te krikken. De Raad bekeek ook de mogelijkheid om US$15 miljoen te gebruiken voor Iraks achterstallige VN-bijdragen.

## Verwante resoluties
- Resolutie 1293 Veiligheidsraad Verenigde Naties
- Resolutie 1302 Veiligheidsraad Verenigde Naties
- Resolutie 1352 Veiligheidsraad Verenigde Naties (2001)
- Resolutie 1360 Veiligheidsraad Verenigde Naties (2001)

Lijst ·  1285 ·  1286 ·  1287 ·  1288 ·  1289 ·  1290 ·  1291 ·  1292 ·  1293 ·  1294 ·  1295 ·  1296 ·  1297 ·  1298 ·  1299 ·  1300 ·  1301 ·  1302 ·  1303 ·  1304 ·  1305 ·  1306 ·  1307 ·  1308 ·  1309 ·  1310 ·  1311 ·  1312 ·  1313 ·  1314 ·  1315 ·  1316 ·  1317 ·  1318 ·  1319 ·  1320 ·  1321 ·  1322 ·  1323 ·  1324 ·  1325 ·  1326 ·  1327 ·  1328 ·  1329 ·  1330 ·  1331 ·  1332 ·  1333 ·  1334